# الصليبي
الصليبي هو مركزٌ سعوديٌ تابعٌ لمحافظة أبانات التابعة لمنطقة القصيم، في المملكة العربية السعودية. المركز من الفئة (ب)، ورمزه 1826 حسب دليل الترميز الموحد للمناطق الإدارية بالمملكة العربية السعودية.
أصبح المركز تابعاً لمحافظة أبانات وذلك في نوفمبر 2023م الموافق لشهر ربيع الآخر لعام 1445هـ؛ بعد أن كان تابعاً لمحافظة النبهانية.

## التاريخ
نشأ مركز الصليبي عام 1348هـ الموافق لعام 1929م وهو إقطاع من الملك عبد العزيز آل سعود للشيخ براز بن عوض بن غليفيص وسميت الصليبي بهذا الاسم في ذلك يعود لصلابة أرضها أي أن الأرض صلبة، ويحدها من الشرق شعيب الداث ومن الغرب مركز الزهيرية ومن الجنوب جبال الدوسري ومن الشمال وادي الرمة، ووادي الرمة يبعد عنها بحوالي 6 كم. ويحدها من الشمال القيصومة ديرة الشعافين، والصليبي هي أرض زراعية ويوجد بها الكثير من الآبار الارتوازية ويزرع بها الكثير من المحصولات كالنخيل والقمح والبرسيم والخضار بأنواعها، والصليبي بلد متسع الأطراف ويسكنها ما بين بادية وحاضرة، وأول من تولى إمارة الصليبي براز بن عوض بن غليفيص من يوم تأسيسها إلى عام 1395هـ وجاء من بعده ابنه مثقال بن براز بن غليفيص اللذي استقال من الخدمة العسكرية في 1 رمضان 1394هـ والتحق بالخدمة المدنية بتاريخ 16 شعبان 1395هـ وتعين رئيساً لمركز الصليبي في 10 ربيع الآخر 1397 هـ إلى عام 1434هـ، وتقاعد وجاء من بعده ابنه تركي إلىً الآن.

## السكان
يبلغ عدد سكان مركز الصليبي 3,000 نسمة وسكانها هم البدارين من بني عمرو من قبيلة حرب

## الموقع الجغرافي
يقع غرب منطقة القصيم وتابع لمحافظة أبانات ويقع بقرب منها الوادي المشهور وادي الرمة جنوب منه وعلى بعد 10 كم. من جبل آبان الأسمر ويمر من عند الصليبي طريق مركز الزهيرية ومحيوة.
تقع غرب منطقة القصيم وتبعد عن مدينة بريدة 150 كم. وعن مدينة الرس 64 كم. وعن محافظة النبهانية 33 كم. وعن عنيزة 117 كم. وعن الشبيكية 88 كم.

## المناخ
المناخ قاري صحراوي، حار جاف صيفًا بارد مُمطر شتاء، وتبلغ درجة الحرارة صيفًا 45°م، وفي الشتاء تصل 3- مادون الصفر ومتوسط سقوط المطر 145 ملم.